# Commissioners' Plan of 1811

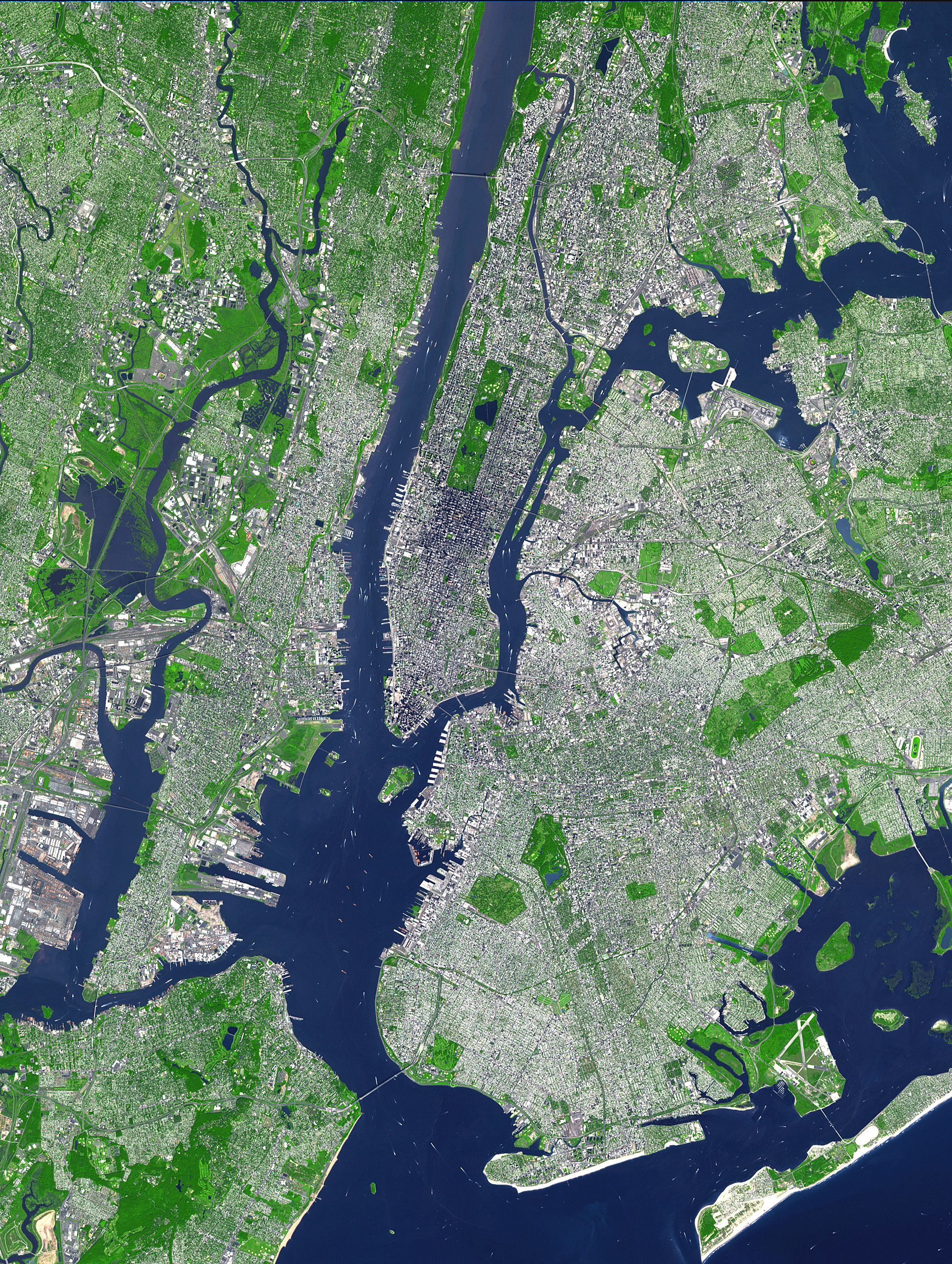
Imagem de satélite da Cidade de Nova Iorque. Observe ao centro a Ilha de Manhatan que foi submetida ao Commissioners' Plan of 1811.

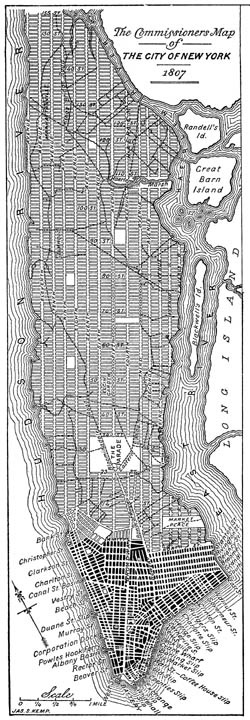
Desenho do plano original.

O Commissioners' Plan of 1811 é um plano urbanístico da Cidade de Nova Iorque. No início foi muito criticado pelo excesso de ortogonalidade gerando uma possível sensação de monotonia, em comparação com padrões das malhas urbanas menos regulares de cidades mais antigas.